# Замедление YouTube в России (с 2024)
Замедление YouTube в России — процесс целенаправленного (искусственного) ограничения скорости доступа к видеохостингу YouTube на территории России, начавшийся в июле 2024 года. Инициировано российскими властями как мера давления на Google (владельца платформы) из-за несоблюдения российского законодательства, включая блокировку прогосударственных каналов и распространение контента, признанного в РФ «незаконным».
По данным мониторинговых сервисов, первые массовые жалобы на ухудшение качества доступа к платформе начались в июле 2024 года, когда пользователи столкнулись с невозможностью воспроизведения видео или крайне медленной загрузкой контента. Роскомнадзор и представители российских властей объяснили ситуацию «деградацией» инфраструктуры Google Global Cache (GGC) — системы кэширования данных, которую компания Google перестала обслуживать в России после прекращения деятельности своего российского подразделения в 2022 году на фоне вторжения России на Украину. Однако независимые эксперты и часть СМИ предположили, что замедление могло быть результатом целенаправленного ограничения трафика через технические средства противодействия угрозам (ТСПУ), внедрëнные в рамках закона о «суверенном интернете»
К декабрю 2024 года проблема усугубилась: третья волна замедления затронула не только стационарные устройства, но и мобильные сети, что привело к массовым жалобам пользователей. Президент России Владимир Путин, комментируя ситуацию во время «Прямой линии», возложил ответственность на Google, указав, что компания «сама создала себе проблемы», сократив финансирование российской инфраструктуры и игнорируя требования российского законодательства, включая локализацию данных и удаление запрещенного контента. В ответ Google отрицал свою причастность к замедлению, заявляя, что оно «не является результатом технических проблем или действий с их стороны».
Экономические и социальные последствия замедления YouTube оказались значительными. Российские блогеры и рекламодатели, зависящие от платформы, столкнулись с потерей доходов, а пользователи — с ограничением доступа к образовательному и развлекательному контенту. Часть трафика перешла на отечественные аналоги, такие как Rutube, VK Видео и «Платформа», однако эксперты отмечали их недостаточную развитость по сравнению с YouTube, особенно в вопросах монетизации и удобства интерфейса. Параллельно власти ужесточили борьбу с обходом блокировок через VPN, что осложнило доступ к YouTube. На фоне этих событий вопрос о возможной полной блокировке платформы оставался открытым, хотя официальные лица подчеркивали приоритет развития национальных альтернатив

## Предыстория
Конфликт между российскими властями и видеохостингом YouTube (принадлежащим американской компании Google) имел длительную историю до событий 2024 года, но резко обострился на фоне полномасштабного вторжения России на Украину в феврале 2022 года. Еще в 2012 году тогдашний глава Минкомсвязи Николай Никифоров впервые публично заявил о возможной блокировке YouTube на территории России из-за размещенного там фильма «Невинность мусульман», что привело к частичным блокировкам сервиса в отдельных регионах (Чечне, Дагестане, Омске и Волгограде) по инициативе местных властей. В 2015 году YouTube дважды сталкивался с федеральной блокировкой и внесением в реестр запрещённых сайтов — сначала из-за ролика «Создание Русской повстанческой армии», а затем из-за публикации полных серий телесериалов от ТНТ «Физрук» (2015—2017) и «Чернобыль: Зона отчуждения» (2014—2017), что нарушало авторские права. Эти прецеденты продемонстрировали готовность администрации платформы идти на уступки российским требованиям для избежания блокировки, удаляя спорный контент по запросам Роскомнадзора.
Переломный момент наступил 11 марта 2022 года, когда YouTube начал блокировать каналы российских государственных СМИ, включая парламентский телеканал "ДУМА ТВ", объясняя это необходимостью соблюдения правил платформы, запрещающих контент, «отрицающий или минимизирующий задокументированные насильственные события». Эта мера была воспринята российскими властями как элемент «информационной войны». Уже 14 марта 2022 года заместитель председателя комитета Госдумы по информационной политике Антон Горелкин заявил, что YouTube может постичь судьба заблокированных ранее Facebook и Instagram, если платформа «не прекратит участие в информационной войне». Через четыре дня (18 марта) Роскомнадзор выпустил официальное требование к Google остановить «распространение угроз в адрес россиян», назвав действия YouTube «террористическими» — формальным поводом послужила реклама с политическими провокациями.
В апреле 2022 года блокировка канала Госдумы вызвала новый виток критики. Представитель МИД России Мария Захарова призвала россиян готовиться к полной блокировке YouTube и архивировать контент, а глава комитета Совета Федерации по конституционному законодательству Андрей Клишас заявил, что платформа движется к статусу «вне закона» в России. Параллельно Роскомнадзор стал систематически налагать многомиллиардные штрафы на Google за «неудаление запрещённого контента», преимущественно связанного с освещением войны в Украине, который российские власти характеризовали как «фейки». К июлю 2024 года совокупное количество заблокированных по требованию российских властей каналов превысило 200, включая аккаунты музыкантов, писателей и публичных фигур.
Несмотря на эскалацию, полная блокировка YouTube долгое время считалась маловероятной. Как отмечали аналитики, видеохостинг интегрирован в экосистему Google, и его блокировка могла нарушить работу других критически важных сервисов, включая картографические сервисы, облачные хранилища и особенно операционную систему Android, доминирующую на российском рынке мобильных устройств. Глава Минцифры Максут Шадаев неоднократно подчёркивал, что блокировка — «крайняя мера», которая «принесёт больше вреда, чем пользы» из-за отсутствия «достойных российских аналогов». В 2022—2023 годах на прогнозных рынках вероятность блокировки YouTube в течение года колебалась от 90% (весной 2022 года) до 10-15% (осенью 2022 года), отражая неуверенность наблюдателей в решительности властей.
Тем временем российские власти предпринимали системные шаги для создания правовых и технических условий контроля над интернетом. Ключевым элементом стал закон о «суверенном интернете» (2019), обязывающий интернет-провайдеров устанавливать технические средства противодействия угрозам (ТСПУ), позволяющие централизованно управлять маршрутизацией трафика. С 2022 года началось активное использование этих инструментов для блокировки независимых СМИ и социальных сетей (Facebook, Instagram, Twitter/X). Дополнительно ужесточалось законодательство: 1 марта 2024 года вступила в силу норма об уголовной ответственности за распространение информации о способах обхода блокировок (например, VPN). Параллельно шло продвижение российских аналогов YouTube — VK Видео (подконтрольный Газпром-холдингу ВКонтакте под руководством Владимира Кириенко, сына высокопоставленного кремлёвского чиновника) и Rutube. Однако, как признавали даже проправительственные эксперты, эти платформы страдали от «отсутствия нормально работающей системы рекомендаций, полноценной монетизации для авторов» и технической незрелости, описываемой создателями контента выражением «кровь из глаз». К 2024 году ВКонтакте, несмотря на миллиардные государственные инвестиции и попытки переманить блогеров, продолжал нести убытки (34,3 млрд рублей за 2023 год), а его видеосервис испытывал проблемы с удержанием авторов после прекращения прямых дотаций.

## Ход событий
В начале 2024 года ситуация вокруг доступа к YouTube в России продолжала развиваться на фоне сохраняющихся противоречий между российскими властями и компанией Google. В мае—июне 2024 года YouTube заблокировал около 3600 каналов, распространявших российскую пропаганду, что составило 38% от общего числа подобных блокировок с 2020 года. Этот резкий рост ограничений, по мнению некоторых СМИ, мог послужить непосредственным толчком к ответным мерам со стороны российских регуляторов. Уже в июне депутат Госдумы Антон Горелкин публично заявил о возможном замедлении работы видеохостинга на территории России, аргументируя это необходимостью противодействия «антироссийской политике» платформы.

### «Первая волна»
Переломный момент наступил в июле, когда председатель комитета Госдумы по информационной политике Александр Хинштейн официально подтвердил подготовку мер по искусственному ограничению скорости доступа к YouTube. В своем заявлении он указал, что к концу июля скорость загрузки контента на стационарных устройствах снизится на 40%, а к началу августа — достигнет 70%. Хинштейн охарактеризовал эти действия как «вынужденный шаг, направленный не против российских пользователей, а против администрации иностранного ресурса», который, по его утверждению, систематически игнорирует российское законодательство. Это стало первым прямым признанием намеренного замедления со стороны официальных лиц, тогда как ранее подобные предположения последовательно отвергались представителями правительства и операторами связи.

### «Вторая волна»
Практическая реализация ограничений началась 1 августа 2024 года, когда пользователи по всей России массово столкнулись с невозможностью воспроизведения видео или крайне медленной загрузкой контента на персональных компьютерах и Smart TV. Независимые исследования показали, что скорость передачи данных для видеоконтента с доменов .googlevideo.com была ограничена до 128 Кбит/с, что позволяло просматривать видео лишь в минимальном разрешении 240p. Российские операторы связи, включая Ростелеком, публично возложили ответственность за ухудшение качества обслуживания на Google, ссылаясь на «деградацию» инфраструктуры Google Global Cache (GGC) из-за прекращения её обслуживания компанией после ухода с российского рынка в 2022 году после полномасштабного вторжения России на Украину в феврале того же года. В ответ представители Google категорически отвергли свою причастность к проблемам, заявив, что замедление «не является результатом каких-либо технических проблем или действий с нашей стороны».
В ноябре 2024 года возникли временные ожидания возможного смягчения ограничений после встречи генерального директора Мосфильма Карена Шахназарова с президентом России Владимиром Путиным. Шахназаров высказался о нецелесообразности блокировки YouTube, на что президент ответил: «Я разберусь». Однако последовавших официальных изменений в политике доступа не произошло, а кратковременное улучшение работы сервиса, зафиксированное мониторинговыми платформами, оказалось локальным и не привело к восстановлению нормальной скорости.

### «Третья волна»
Наиболее значительное ужесточение ограничений произошло в середине декабря 2024 года, когда замедление впервые масштабно затронуло мобильные устройства. По данным сервиса СБОЙ.РФ, количество жалоб пользователей резко возросло с 1 000 (17 декабря) до 5 200 (18 декабря), а к 19 декабря превысило 40 000 обращений. Статистика Google зафиксировала снижение трафика на 20% 18 декабря по сравнению с предыдущим днём и дальнейшее падение на 7% 19 декабря. Эксперты охарактеризовали эти события как «третью волну» замедления, отметив его тотальный характер в отличие от предыдущих этапов. Данная ситуация совпала с проведением «Прямой линии с Владимиром Путиным», во время которой блогер Влад А4 задал вопрос о целесообразности блокировки YouTube. В ответ президент повторил тезис об ответственности Google.
После того как на Западе стали вводить ограничения, Google сократил финансирование, сократил сюда поставки соответствующей техники и таким образом создал сам себе проблемы.Владимир Путин
В течение всего периода замедления Роскомнадзор сохранял двойственную позицию. С одной стороны, ведомство официально не подтверждало свое участие в ограничениях, продолжая объяснять «проблемы технической деградацией оборудования» Google. С другой — в заявлениях подчеркивалось, что «многочисленные нарушения российскго законодательства, неуважение к нашей стране и гражданам являются основанием для принятия мер в отношении YouTube», а у регулятора имеется «достаточно инструментов для мотивации компании». К концу 2024 года суммарный объем штрафов, наложенных российскими судами на Google с 2021 года, превысил 34,5 млрд рублей, что создавало дополнительные правовые барьеры для нормализации работы сервиса.

## Причины

### Официальные заявления России
Российские власти в лице Роскомнадзора и высших должностных лиц, последовательно представляли причиной ухудшения работы сервиса действия (или бездействие) самой компании Google. Ключевым аргументом стало утверждение о якобы «деградации инфраструктуры Google Global Cache (GGC) на территории России». Эта система кэширующих серверов, предназначенная для ускорения доставки контента пользователям, перестала должным образом обслуживаться и обновляться после прекращения деятельности российского подразделения Google в 2022 году на фоне вторжения России на Украину и введения международных санкций. В Роскомнадзоре и телеком-операторах, таких как Ростелеком, заявляли, что Google не поставляет новое оборудование и не финансирует поддержку существующего, что привело к перегрузке мощностей и физическому износу серверов, особенно заметному в условиях растущего трафика. Данную позицию в следствии поддержал президент России Владимир Путин в ходе «прямой линии».
Одновременно власти связывали замедление с систематическим несоблюдением Google российского законодательства. К числу ключевых претензий относились: отказ локализовать данные российских пользователей на территории РФ, неудаление контента, признанного российскими судами экстремистским или иным образом запрещенным (включая материалы о вторжении на Украину), и блокировка прогосударственных российских каналов и медиа, начавшаяся еще в марте 2022 года. Роскомнадзор и представители Госдумы (например, Антон Горелкин, Александр Хинштейн) неоднократно обвиняли YouTube в участии в «информационной войне», «неуважении к стране» и применении «политически мотивированной цензуры». Власти позиционировали замедление не как самоцель, а как «вынужденную меру давления» на компанию с целью заставить ее выполнять российские законы, угрожая возможной полной блокировкой в случае дальнейшего неподчинения.

### Другие независимые версии
Google категорически отвергал обвинения в причастности к ухудшению работы сервиса по техническим причинам. Компания заявляла, что замедление «не является результатом каких-либо технических проблем или действий» с ее стороны. Вместо этого Google указывал на целенаправленные действия российских регуляторов по ограничению трафика. Эту точку зрения поддерживали многие независимые эксперты, IT-аналитики и правозащитники. Они выдвигали версию о применении государством технических средств противодействия угрозам (ТСПУ), внедренных в рамках закона о «суверенном интернете». ТСПУ представляют собой устройства глубокой фильтрации трафика (DPI), установленные на сетях операторов связи и управляемые Роскомнадзором и Минцифры. Эксперты, такие как Виталий Листраткин (основатель телеком-группы Интерра), поясняли, что именно эти средства, а не операторы связи, реализуют политику замедления или блокировки на основе правил, ежедневно загружаемых регулятором. Некоторые источники в СМИ (например, Газета.ru) и аналитики предполагали, что ссылки на проблемы GGC служат прикрытием для постепенного ввода ограничений, апробируемых сначала на стационарных версиях (где замедление достигало 40-70% по заявлениям Хинштейна), а затем распространяемых и на мобильный трафик.

#### Версия о конкуренции между Газпромом и YouTube
На фоне замедления работы YouTube в России значительную роль в дискуссиях играет политика импортозамещения цифровых платформ, активно продвигаемая государственными структурами и госкорпорациями. Одной из ключевых версий, является гипотеза о целенаправленных действиях российских властей по ослаблению позиций иностранного видеохостинга в пользу отечественных платформ, аффилированных с государственными структурами и компаниями, такими как Газпром-Медиа. Аналитики и эксперты, включая зарубежные СМИ, отмечают, что замедление трафика YouTube совпало по времени с активным развитием и продвижением российских альтернатив, прежде всего Rutube (контролируемого Газпром-Медиа) и VK Видео (входящего в экосистему ВКонтакте, где крупнейшим косвенным акционером является Газпром через фонд). Эта стратегия интерпретируется как попытка создания искусственных конкурентных преимуществ для национальных сервисов, которые активно инвестировали в инфраструктуру: например, Rutube объявил о планах потратить 30 млрд рублей на обновление технической базы, а ВКонтакте развернул CDN-сеть из 10 000 серверов.
Косвенным подтверждением экономико-политической подоплеки замедления служат заявления российских чиновников, связывающих проблемы YouTube с необходимостью соблюдения местного законодательства и поддержки «национальных цифровых продуктов». Глава комитета Госдумы по информационной политике Александр Хинштейн, комментируя ситуацию в июле 2024 года, подчеркивал, что «деградация YouTube — вынужденный шаг, направленный не против российских пользователей, а против администрации иностранного ресурса», игнорирующей требования Роскомнадзора. При этом, как отмечало издание BBC, VK Видео и Rutube получали административную поддержку, включая законодательные инициативы, облегчающие их развитие, такие как обязательная регистрация блогеров в Роскомнадзоре для монетизации, что создавало барьеры для блогеров.
Мотивация такого подхода, по мнению политических аналитиков, лежит в плоскости контроля над информационным пространством. YouTube, оставаясь крупнейшей видеоплатформой в России (95,5 млн пользователей в июне 2024 года), сохранял роль ключевого канала для независимых СМИ и оппозиционных блогеров, чей контент часто признавался властями «нежелательным». Замедление же позволяло, с одной стороны, ограничить доступ к такому контенту, с другой — стимулировать миграцию аудитории и авторов на Rutube или VK Видео, где политикк модерации соответствуют государственным требованиям. Эффект подтверждается статистикой: после начала замедления Rutube зафиксировал рост просмотров в 7,5 раз, а его аудитория увеличилась до 80 млн пользователей к середине 2025 года. При этом, как отмечали правозащитники, замедление YouTube стало частью общей тенденции ограничений Рунета.

## Обход блокировки
В ответ на решение российской власти об замедлении работы YouTube, пользователи стали активно применять технологии обхода ограничений, включая VPN (Virtual Private Network) и инструменты противодействия DPI (Deep Packet Inspection).

### Использование VPN-сервисов
VPN остаются одним из наиболее распространённых способов обхода ограничений. Они позволяют маскировать реальный IP-адрес пользователя, перенаправляя трафик через серверы в других странах. По данным TechRadar, после введения замедления YouTube в июле 2024 года спрос на VPN в России резко вырос, особенно на сервисы с поддержкой протоколов Xray и obfuscation, которые сложнее обнаружить с помощью DPI. Некоторые провайдеры, предлагали специализированные решения для доступа к YouTube, подчёркивая высокую скорость и простоту настройки. Однако российские власти ужесточили контроль за VPN: в июле 2025 года около 25 приложений VPN были удалены из Google Play и App Store, а использование таких сервисов в некоторых случаях стало попадать под действие закона о запрете обхода блокировок.

### Использование DPI-сервисов
Альтернативой VPN стали инструменты, нейтрализующие методы глубокого анализа трафика (DPI), применяемые российскими интернет-провайдерами. Например, одна из самых известных и используемых среди граждан программа GoodbyeDPI, разработанная Валентином Важдиком (известный под никнеймом как ValdikSS), позволяла обходить ограничения за счёт манипуляций с TCP-пакетами и фрагментацией запросов. Пользователи сообщали, что смена параметров (таких как --dpi-desync-fooling=md5sig на --dpi-desync-fooling=badseq) могла временно восстанавливать доступ к YouTube. Другим решением стал проект Zapret, который использовал комбинацию DNS-over-HTTPS и методов десинхронизации DPI. Однако к середине 2025 года его эффективность снизилась из-за обновлений системы фильтрации «Золотой купол», ограничивающей объём передаваемых данных до 16 КБ на запрос.

### Региональные особенности и рекомендации
Эффективность методов обхода варьировалась в зависимости от провайдера и региона. Например, пользователи Ростелекома в Московской области отмечали успешность параметра -11 в GoodbyeDPI, тогда как в Краснодарском крае работали более простые настройки, такие как -1 -e1`. Эксперты из Роскомсвободы рекомендовали комбинировать несколько инструментов, включая самонастраиваемые VPN (например, Amnezia VPN) и альтернативные браузеры (Tor, FreeBrowser), чтобы снизить риск блокировки.

## Реакция и критика

### Российские власти
Россия отрицала причастность к замедлению. Заместитель председателя комитета Госдумы по информационной политике Антон Горелкин назвал проблемы «результатом бездействия Google», который «не инвестировал в обслуживание инфраструктуры» после ухода из российского рынка в 2022 году. Однако Google публично отверг эти обвинения, заявив, что замедление «не является результатом технических проблем или действий с её стороны».
Высшее руководство России, включая президента Владимира Путина, публично возложило ответственность за замедление на компанию Google. Во время «прямой линии» 19 декабря 2024 года Путин заявил, что Google «сам создал себе проблемы», сократив финансирование российской инфраструктуры и игнорируя требования законодательства РФ, включая локализацию данных и удаление запрещённого контента. Он подчеркнул, что «вопросов больше на стороне YouTube, чем на нашей». Роскомнадзор поддержал эту позицию, назвав замедление следствием «многочисленных нарушений российского законодательства» и «неуважения к России и её гражданам» со стороны Google, а также указав на отказ платформы удалить 300 материалов о VPN-сервисах. Глава комитета Госдумы по информационной политике Александр Хинштейн в июле 2024 года объявил о снижении скорости YouTube на стационарных устройствах до 70%, назвав это «вынужденной мерой» против администрации ресурса. При этом он отрицал искусственный характер замедления, объясняя его «деградацией» инфраструктуры Google Global Cache (GGC) из-за прекращения обслуживания компанией своих серверов в России. Министерство цифрового развития, в свою очередь, заявило об отсутствии ухудшения пользовательского опыта, сославшись на переток трафика на российские платформы, такие как Rutube и VK Видео.

### Позиция политических сил
Критика официального курса прозвучала от оппозиционных депутатов. Денис Парфенов от партии «КПРФ» направил в Роскомнадзор запрос с требованием прекратить замедление, указав, что оно затрагивает интересы рядовых граждан, использующих YouTube для образования, путешествий и развлечений, а отечественные аналоги «не отличаются разнообразием контента и уступают по удобству». Партия «Новые люди» запустила петицию против замедления, собравшую более миллиона подписей. В заявлении партии подчёркивалось, что блокировка YouTube без адекватной альтернативы лишает работы сотни тысяч россиян, а миллионы — доступа к образовательным ресурсам.
В России рассказывают о том, что YouTube сам себя замедляет. Отдельные особо радикальные политики уже требуют блокировки. Но в реальности замедляют нас всех.
Замедляют предпринимателей и журналистов, которые зарабатывают на площадке и платят налоги в России. Студентов, которые смотрят здесь лекции. Молодых ученых, популяризирующих науку. Музыкантов, которые выкладывают здесь свои клипы. Замедляют миллионы людей по всей России, которые смотрят YouTube каждый день.
Начиная кампанию против YouTube (можно как угодно объяснять, но по факту это именно кампания против YouTube), чиновники не предлагают никакой альтернативы. Рутуб за все эти годы так и не стал похож на видеохостинг мирового уровня. До своей блокировки на YouTube Shaman, Гагарина и Газманов размещали свои песни именно там, а не на российском аналоге. А остальные заблокированные на YouTube блогеры, которые набирали миллионы просмотров на западной площадке, получают на российском аналоге 10 тысяч просмотров и 20 комментариев.
На Рутуб нет нормальной монетизации, система рекомендаций работает кое-как, а интерфейс до сих пор неудобен. Всё это — при миллиардных тратах на рекламу и разработку. Для родины Яндекса, VK, 2ГИС и Госуслуг такое импортозамещение — это не уровень.
Нет ничего приятного в том, чтобы зависеть от западных площадок, но адекватного аналога прямо сейчас нет. Замедлять или блокировать YouTube без нормальной альтернативы – значит лишать сотни тысяч людей работы, а миллионы — пространства образования и развлечения. Последние данные исследований говорят о том, что ежемесячно 78,5 процентов жителей России пользуются YouTube. Запрет или замедление хостинга — это запрет 78,5 процентов граждан России.

Депутаты партии «Новые люди» и наши сторонники по всей стране против такого запрета. Сейчас важно показать, что чиновники замедляют всех нас.Партия «Новые люди»

### Оценка СМИ и экспертов
Критики расценили замедление как инструмент цензуры, направленный против контента об вторжении России на Украину. По данным КЗЖ, власти «давно высказывались против YouTube», называя его платформой для «распространения фейков» после блокировки каналов государственных СМИ в марте 2022 года. Независимый журналист Андрей Захаров отметил в подкасте от 29 июля 2024 года, что технические ограничения совпали с требованиями Роскомнадзора разблокировать прокремлёвские каналы, что указывает на политическую мотивацию.
Российские и международные медиа разделились в интерпретации событий. Государственные СМИ (РИА Новости, ТАСС) транслировали позицию Роскомнадзора, акцентируя «техническую деградацию» YouTube. Независимые издания, такие как Meduza и DW, приводили данные источников в телеком-секторе об искусственном замедлении через технические средства противодействия угрозам (ТСПУ), установленные на сетях операторов. DW также отметил парадокс: Кремль продолжил использовать YouTube для публикаций, ориентированных на зарубежную аудиторию, несмотря на ограничения внутри страны. Техноблогер Wylsacom оспорил версию Роскомнадзора, предположив, что сбои могли быть вызваны «крупной аварией у операторов», но не исключил комплексных причин.
У одного из операторов связи произошла очень крупная авария. Да настолько крупная, что эффектом домино задело и остальных провайдеров. Для восстановления потребуется некоторое время. Однако главное здесь, что никакого искусственного замедления не произошло.Wylsacom
Аналитики Cyber Media и Content Review указывали на отсутствие жизнеспособных альтернатив YouTube в России, подчёркивая слабость монетизации и интерфейсов у платформ вроде Rutube. Комитет по защите журналистов (КЗЖ) охарактеризовал эти действия как «вопиющую попытку ограничить доступ к информации», направленную на подавление независимых СМИ, включая издания в изгнании, для которых YouTube остаётся ключевой платформой распространения контента. Гульноза Саид, координатор программ КЗЖ по Европе и Центральной Азии, предупредила, что подобные меры «угрожают дальнейшей изоляцией российских пользователей от глобального дискурса».
Технические эксперты и независимые расследования оспорили официальную версию Роскомнадзора и российских интернет-провайдеров (таких как Ростелеком) о том, что замедление вызвано «деградацией оборудования Google Global Cache». В июле 2024 года аналитики кибербезопасности представили доказательства целенаправленного троттлинга трафика через технические средства противодействия угрозам, которые идентифицировало запросы по SNI-меткам .googlevideo.com и искусственно ограничивало скорость передачи данных путём отбрасывания TCP-пакетов. По данным Meduza, с 1 августа 2024 года скорость доступа к YouTube для большинства пользователей была ограничена до 128 кбит/с (для TCP-соединений) и 512 кбит/с (для QUIC), что достаточно лишь для воспроизведения аудио или видео в разрешении не выше 240p.
Социальные и экономические последствия также стали предметом критики:
- Авторы контента, особенно русскоязычные, столкнулись с потерей до 25% аудитории[41]. Многие были вынуждены переносить каналы на международные версии YouTube, сталкиваясь с трудностями адаптации, включая «языковые барьеры» и сложности монетизации[41];
- Пользователи жаловались на невозможность просмотра образовательных материалов, детского контента и инструкций. По данным опросов, ежедневная аудитория YouTube в России превышала 50 млн человек, а ежемесячная — 90 млн, что подчёркивало масштаб воздействия ограничений[41];
- К декабрю 2024 года замедление распространилось на мобильные сети, сделав платформу практически недоступной без инструментов обхода, таких как VPN или технологии вроде DPI[42].

### Google
Google последовательно отвергал обвинения, заявляя, что замедление не является результатом технических проблем или действий с их стороны. Компания акцентировала соблюдение глобальных стандартов модерации, а не «русофобскую политику», как её характеризовали российские чиновники. Эксперты, включая Валерия Иванова из Cyber Media, допускали, что Google мог бы развернуть CDN-серверы в сопредельных странах для смягчения ситуации, но это потребовало бы инвестиций, осложнённых санкциями.

## Последствия
Замедление доступа к YouTube на территории России, инициированное в 2024 году, повлекло за собой значительные экономические, социальные и технологические последствия. По данным ассоциации Ростелесеть, объединяющей свыше 200 операторов связи, пользователи стали массово расторгать договоры с провайдерами из-за невозможности использования сервиса через домашний интернет, ошибочно полагая, что причиной проблем являются операторы, а не действия регулятора. Экономический ущерб затронул широкий спектр участников цифрового рынка. Российские блогеры, чей доход зависел от монетизации контента, столкнулись с потерей аудитории и рекламных поступлений. Рекламодатели, ориентированные на YouTube, вынуждены были перераспределять бюджеты в пользу менее популярных отечественных платформ, таких как Rutube и VK Видео, которые, однако, по оценкам экспертов, не обеспечивали сопоставимого уровня охвата, удобства интерфейса и эффективных инструментов монетизации.
Социальные последствия проявились в ограничении доступа к образовательным ресурсам, независимым новостям и культурному контенту. Особенно остро проблема коснулась учебных материалов, видеолекций и детского контента (включая приложение YouTube Kids), что вызвало волну общественного недовольства. В ответ пользователи активизировали поиск обходных методов: спрос на VPN- и DPI-сервисы резко вырос, а в онлайн-магазинах появились коммерческие предложения по «ускорению YouTube», которые впоследствии блокировались как фейковые. Параллельно Роскомнадзор начал рассылать СМИ требования удалять инструкции по обходу блокировок под угрозой санкций. Несмотря на давление, аудитория YouTube частично сохранилась: по данным ВЦИОМ, к июню 2024 года платформа оставалась лидером по охвату (95,6 млн пользователей), хотя к августу трафик из России сократился в пять раз, а активная аудитория уменьшилась на 30 млн человек. Часть трафика перераспределилась через VPN-серверы в Нидерландах и Германиях, что отразилось в статистике Google Transparency.
Политическая реакция на замедление оказалась неоднозначной. Партия «Новые люди» собрала свыше миллиона подписей под петицией с призывом отменить ограничения, аргументируя это отсутствием адекватной альтернативы и угрозой для рабочих мест. Депутат Госдумы от КПРФ Денис Парфенов направил официальный запрос в Роскомнадзор, указав, что замедление нарушает интересы граждан, использующих платформу для образования и развлечений. В нескольких городах, включая Москву и Челябинск, были поданы уведомления о митингах протеста, однако власти запретили их проведение, ссылаясь на «ковидные ограничения» или «соображения безопасности». При этом даже внутри властных структур мнения разделились: представители Минцифры ранее заявляли, что полная блокировка YouTube «принесёт больше вреда, чем пользы» из-за отсутствия развитых национальных аналогов.
Технологическим следствием замедления стал форсированный рост российских видеоплатформ. VK Видео, принадлежащее структурам Газпрома, и государственный Rutube получили дополнительное финансирование и инфраструктурную поддержку (например, развёртывание CDN-сетей), но продолжали сталкиваться с проблемами: отсутствием эффективной системы рекомендаций, низким качеством монетизации для авторов и ручным накручиванием просмотров, как отмечало издание The Bell. Несмотря на административный ресурс, эти сервисы не смогли компенсировать функциональные пробелы, оставив пользователей в зависимом положении от технических решений для доступа к YouTube.
В международном контексте замедление усугубило позиции России в рейтингах цифровых свобод. По оценкам организации Freedom House, в 2024 году страна опустилась на одно из последних мест в категории «Свобода интернета», опередив только Кубу, Иран, Мьянму и Китай. Эксперты проекта На связи подчёркивали, что систематические ограничения нарушают ст. 29 Конституции РФ и ратифицированный Россией Международный пакт о гражданских и политических правах ООН, гарантирующие право на информацию.

## См.также
- Rutube
- VK Видео
- Google
- Министерство цифрового развития, связи и массовых коммуникаций Российской Федерации
- Отключения интернета в России